# Euceramia palmicola
Euceramia palmicola är en svampart som beskrevs av Bat. & Cif. 1962. Euceramia palmicola ingår i släktet Euceramia och familjen Chaetothyriaceae.   Inga underarter finns listade i Catalogue of Life.